# Наводницький міст
Наводни́цький міст — загальна назва декількох мостів через Дніпро, які існували з 1713 по 1953 рік у Києві.
За літописними відомостями ще в Х—ХІ століттях на Дніпрі поблизу гирла Либеді існував один з основних київських перевозів. В XVI столітті в цьому місці діяв Наводницький перевіз, що складався з двох поромів і дерев'яного мосту через Тельбін (на той час — затока Дніпра).
Наводницький казенний наплавний міст почали наводити з 1713 року, розбираючи його на час льодоходу.
У 1744 році був збудований стаціонарний дерев'яний міст довжиною 450 сажнів з мотузками, звитими з лози, який належав Києво-Печерській лаврі.

## Стратегічний міст
У 1915 році на початку 1-ї світової війни тут споруджено стратегічний дерев'яний міст на пальовій основі, який був спалений 9 червня 1920 року відступаючими польськими військами за наказом генерала Е. Ридз-Смігли. У березні 1921 року його було відбудовано. Міст був пошкоджений під час весняної повені 1931 року та відбудований 1932 року. Остаточно міст був зруйнований у вересні 1941 року.

## Проєкт 1930-х років
У середині 1930-х років був розроблений проєкт, а у 1939 році розпочате спорудження постійного металевого моста з опорами на кесонній основі наскрізної балкової системи з невеликими прогонами, які надавали можливість здійснювати швидку заміну пошкоджених елементів (автори: інженер В. М. Вахуркін, архітектор К. М. Яковлєв).
На початок війни будівництво не було закінчено. Тож при німецькій владі на його опорах було побудовано тимчасовий міст фон Райхенау (нім. Brücke von Reichenau), позначений на мапі 1943 року, названий на честь німецького воєначальника генерал-фельдмаршала Вальтера фон Райхенау. Міст було підірвано під час боїв за Київ восени 1943 року.

## Післявоєнні тимчасові мости
Після визволення Києва в листопаді 1943 року саперними частинами Радянської Армії був споруджений низьководний Наводницький міст, який проіснував до весни 1944 року. З 1944 року діяв висоководний міст. Незабаром після побудови у 1953 році поруч моста ім. Є. О. Патона Наводницький міст був розібраний. Нині залишились лише кілька залишків старих опор, які іноді за низького рівня води можна побачити над поверхнею Дніпра.

## Скульптура на опорі льодоріза мосту
22 травня 2013 року на залишку льодоріза мосту встановили скульптуру «Рідкісний птах», що отримала назву за цитатою з твору Миколи Гоголя «Чудовий Дніпро».
Скульптура повністю виконана із зварених прутів чорного металу і встановлена в місці, де розвертаються прогулянкові катери. Автор твору — скульптор Олексій Владіміров.